# 죽곡초등학교
죽곡초등학교는 대한민국 전라남도 곡성군 죽곡면 태평리에 있는 초등학교다.

## 학교 연혁
- 1925년 12월 1일 죽곡공립보통학교(4년제) 개교(죽곡면 오죽로 132)
- 1929년 4월 5일 6년제 인가
- 1938년 4월 1일 죽곡공립심상소학교 개칭[1]
- 1941년 4월 1일 죽곡공립국민학교 개칭[2]
- 1981년 3월 9일 병설유치원 개원
- 1996년 3월 1일 죽곡초등학교로 개칭[3]
- 1999년 9월 1일 동계분교장 통폐합
- 1999년 9월 1일 죽곡초ㆍ중학교 통합운영
- 2005년 3월 1일 죽곡초ㆍ중학교 분리 운영
- 2021년 1월 15일 제93회 졸업(총 2,998명)
- 2021년 9월 1일 제31대 노정숙 교장 취임
- 2022년 1월 7일 제94회 졸업(총 3,001명)
- 2022년 9월 1일 제32대 정성훈 교장 취임

## 학교 상징
- 교화 : 철쭉 - 아름다운 마음씨를 가져라.
- 교목 : 백일홍 - 굳건하게 자라라.
- 교색 : 녹색 - 날로 새롭게 쉬지 말고 자라서 특기를 살려 나가자.

## 참고 자료
- 죽곡초등학교 - 한국교육학술정보원 학교알리미